# Manhattan Skyline (пісня)
Manhattan Skyline — сингл альбому Scoundrel Days норвезького гурту a-ha, випущений 16 лютого 1987 року.

## Музиканти
- Пол Воктор-Савой (Paul Waaktaar-Savoy) (6 вересня 1961) — композитор, гітарист, вокалист.
- Магне Фуругольмен (Magne Furuholmen) (1 листопада 1962) — клавішник, композитор, вокаліст, гітарист.
- Мортен Гаркет (Morten Harket) (14 вересня 1959) — вокаліст.

## Композиції

### 7"
| #  | Назва                                            | Тривалість |
| -- | ------------------------------------------------ | ---------- |
| 1. | «Manhattan Skyline [Single Edit]»                | 4:18       |
| 2. | «We're Looking for the Whales [Live, faded out]» | 3:50       |

### 12"
| #  | Назва                                              | Тривалість |
| -- | -------------------------------------------------- | ---------- |
| 1. | «Manhattan Skyline [Extended Remix]»               | 6:50       |
| 2. | «We're Looking for the Whales [Live, full length]» | 6:53       |
| 3. | «Manhattan Skyline [Album Version]»                | 4:52       |

## Позиції в чартах
| Чарт (1987)            | Найкраща позиція |
| ---------------------- | ---------------- |
| Ірландський сингл-чарт | 3                |
| Німецький сингл-чарт   | 28               |
| Норвезький сингл-чарт  | 4                |
| Британський сингл-чарт | 13               |